# Legio XXI Rapax

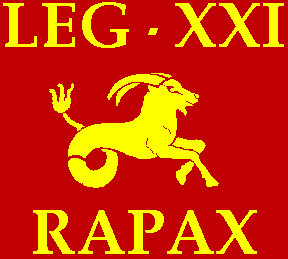
Le capricorne, emblème de la Legio XXI Rapax.

La Legio XXI Rapax (litt : XXIe légion « rapace », « prédatrice ») fut une légion romaine ayant probablement existé avant Octave, mais constituée officiellement soit vers 41/40 av. J.-C., soit vers 31 av. J.-C. Elle fut stationnée en Rhétie après l’annexion de ce territoire par le futur empereur Tibère en 15 av. J.-C.
Après le désastre de la forêt de Teutobourg en 9 apr. J.-C., la légion fut transférée sur le Rhin à Castra Vetera où, avec la Ve Alaudae, elle devait surveiller les tribus des environs tout en gardant le confluent du Rhin et de la Lippe. La légion devait retourner en Germanie supérieure après l’invasion de la Bretagne par Claude en 43, affaiblie par le départ de quatre cohortes qui se joignirent à l’empereur. Après un bref séjour à Strasbourg, elle fut stationnée à Vindonissa pour défendre les cols des Alpes contre toute invasion germanique de l’Italie. 
Au cours de l’Année des quatre empereurs, la légion appuya son commandant, Vitellius, lequel fut défait par Vespasien. Sous le commandement de Quintus Petillius Cerialis, elle prit part à la suppression de la révolte des Bataves qui avaient profité de la guerre civile pour attaquer les garnisons romaines sur le Rhin inférieur. Après un bref séjour à Bonna, elle retourna sur le Rhin supérieur et fut stationnée à Mogontiacum avec la XIV Gemina. Les deux légions prirent fait et cause avec leur commandant Lucius Antonius Saturninus lorsque celui-ci se révolta contre Domitien. Elles devaient toutefois être défaites moins d’un mois plus tard par les légions de Germanie inférieure à la suite de quoi les deux légions furent séparées, la XXIe Rapax étant envoyée en Pannonie où elle fut annihilée par les Marcomans et les Iazyges en 92. 

## Histoire de la légion

### Sous la république
Il existait des Legio XXI depuis la fin de la république puisque tant Jules César que Marc Antoine avaient une légion XXI dans leur propre armée. Lorsque se termina la guerre civile, Octave se trouva à la tête de près de soixante légions. Nombre d’entre elles furent dissoutes et les vétérans installés sur des terres en Italie. Il ne garda que 25 ou 26 légions, nombre qu’il porta à 28 en 25 av. J.-C., tout en conservant la numérotation utilisée durant la guerre civile, si bien qu’à un certain moment cinq légions portaient le numéro III et ne se distinguaient que par leur cognomen .

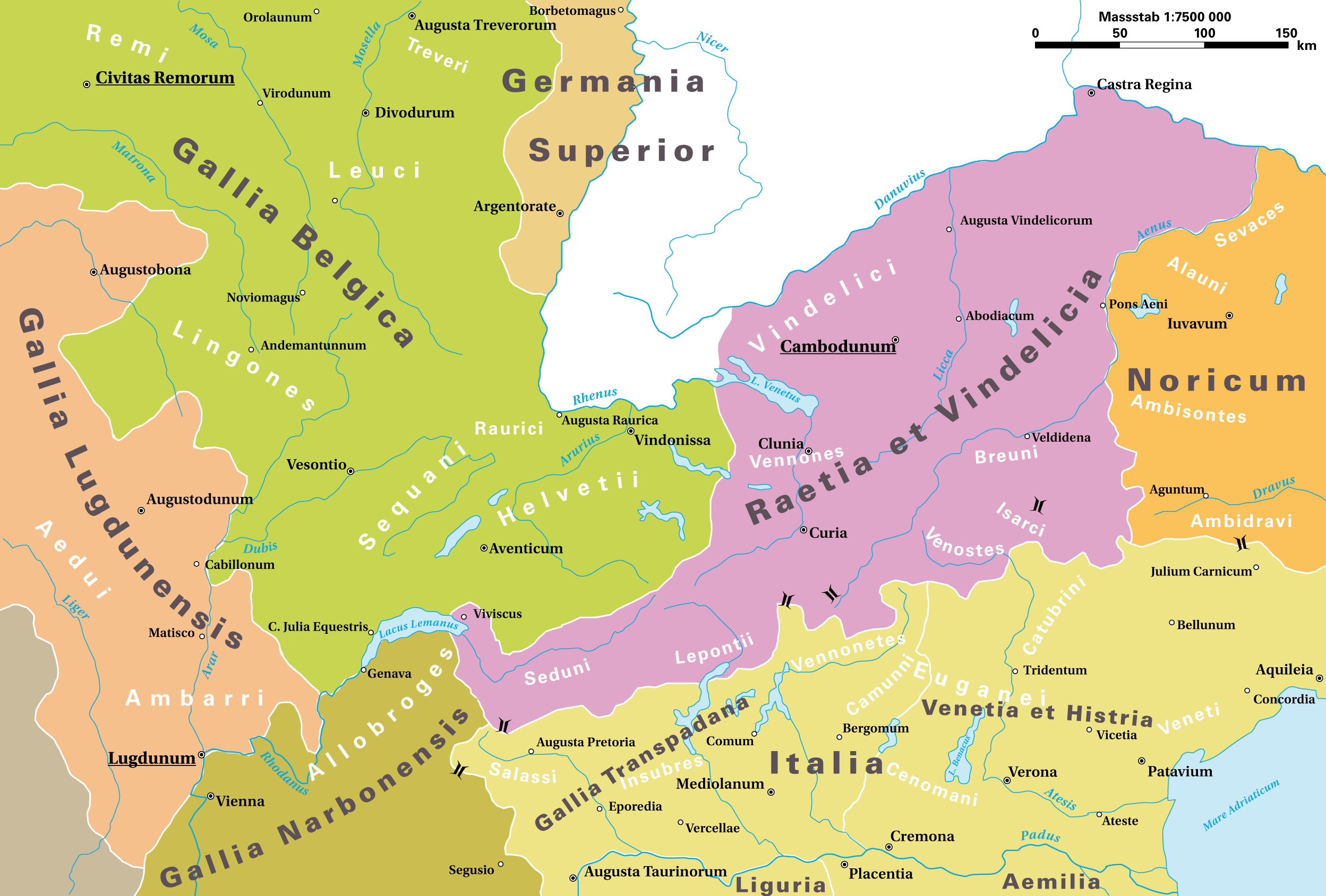
Les provinces romaines des Alpes à la mort d’Auguste.

La Legio XXI Rapax dont nous traitons ici fut constituée par Octave soit en 41/40 av. J.-C., au cours du second triumvirat alors qu’il préparait deux campagnes, l’une contre Sextus Pompée qui occupait la Sicile et menaçait l’approvisionnement de Rome, l’autre en Grèce contre les forces de Brutus et Cassius qui avaient pris le contrôle des provinces de la péninsule grecque, soit après la bataille d’Actium en 31 av. J.-C. qui marqua la victoire d'Octave et la fin de la guerre civile. Cette bataille ayant fait de nombreuses victimes de part et d’autre, la nouvelle légion XXI pourrait alors avoir été formée à partir de légions dissoutes ou amoindries en y ajoutant de nouveaux légionnaires venus du nord de l’Italie.
Devenu « Auguste » en 27 av. J.-C., Octave réorganisa profondément l’armée : diverses cohortes furent regroupées pour former la garde de la Ville et reçurent des numéros d’ordre de I à XII. Quant aux légions traditionnelles, elles furent installées aux frontières.
Quoiqu’il ne soit pas impossible que la Legio XXI Rapax ait participé aux guerres cantabres en Hispanie, la première mission qui lui fut confiée et sur laquelle nous avons quelque certitude est l’occupation militaire de la Rhétie après son annexion par Tibère en 15 av. J.-C. Devenu Auguste, Octave conçut le plan de relier le Rhin (frontière de l’empire depuis César) au Danube afin de protéger l’empire agrandi des attaques germaniques. Drusus d’abord, en 15 av. J.-C., Tibère ensuite de 13 à 9 av. J.-C. conquirent la Rhétie et les légions XXI Rapax et XIII Gemina furent utilisées comme troupes d’occupation. Son quartier général fut probablement Regina Castra (aujourd’hui Regensburg).
En 6 apr. J.-C. Tibère mit sur pied un plan de campagne visant à s’emparer de la partie méridionale de la Germanie ainsi que de la Bohême pour faire du Rhin et de l’Elbe la nouvelle frontière de l’empire.  Conçue comme une « manœuvre en tenailles », cette opération devait permettre à Tibère de mener au moins huit légions (VIII Augusta de Pannonie, XV Apollinaris et XX Valeria Victrix d’Illyrie, XXI Rapax de Rhétie, XIII Gemina, XIIII Gemina et XVI Gallica de Germanie supérieure et une légion inconnue) contre le roi des Marcomans, Maroboduus, en Bohême pendant que cinq autres légions suivraient le cours de l’Elbe; c’eût été l’opération la plus grandiose menée par des légions romaines. Toutefois la grande révolte illyrienne de 6 à 9 apr. J.-C. réunissant Dalmates et Pannoniens vint entraver ces projets et forcer Tibère à reconnaitre Maroboduus comme roi des Marcomans.

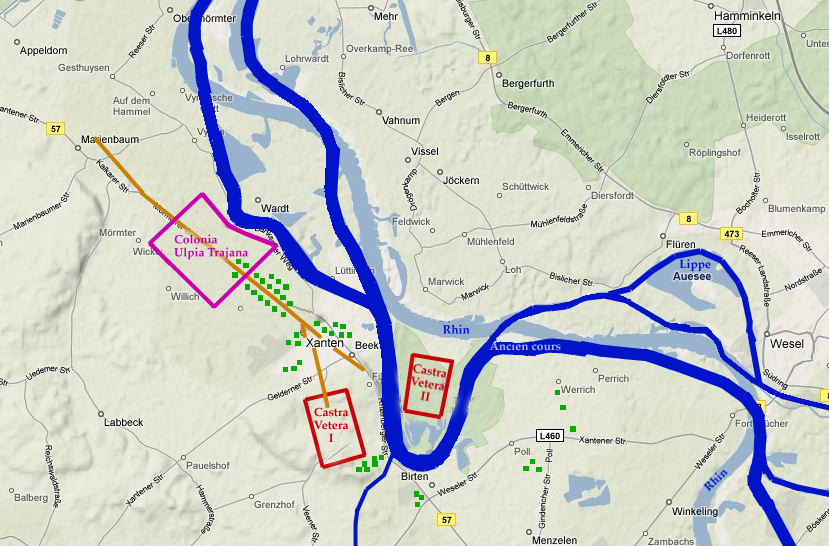
Implantation autour de l'actuelle ville de Xanten des deux camps Castra Vetera I et II ainsi que de la colonie de Trajan: Colonia Ulpia Traiana.

Il fallut trois ans à Tibère et une armée qui totalisait la moitié des forces romaines disponibles pour venir à bout de cette révolte. La XXIe légion joua un rôle important dans ces combats sous les ordres du praepositus Marcus Valerius Messalla Messalinus. Après le désastre de la forêt de Teutobourg qui vit les légions XVII, XVIII et XIX annihilées par les tribus germaniques, Auguste réorganisa la défense de la Germanie inférieure; la Legio XXI Rapax y fut alors transférée et partagea avec la Legio V Alaudae le camp de Castra Vetera (aujourd’hui près de Xanten en Allemagne). Elle devait y surveiller les tribus voisines des Cugernes (près de Xanten) et des Bataves (plus à l’ouest) en même temps qu’elle gardait le confluent du Rhin et de la Lippe. 
Auguste mourut en aout 14 apr. J.-C. La légion se trouvait alors à son camp d’été In finibus Ubiorum (litt : sur le territoire des Ubires). Les légions de l’armée du Rhin se révoltèrent alors contre les conditions de vie qui leur étaient imposées. Germanicus qui avait été nommé par Auguste commandant en chef des légions de Germanie réunit à Novaesium (aujourd’hui Neuss en Allemagne) les Legio I Germanica cantonnée à Cologne, V Alaudae de Castra Vetera, XX Valeria Victrix  située à Cologne et XXI Rapax. Non seulement parvint-il à calmer les esprits, mais il dut empêcher les troupes de le proclamer empereur,,. Pour faire diversion, il entreprit des expéditions punitives contre les Germains au cours de 14 à 16 ,. Lors de la première expédition en 14, les légions II Augusta, XIII Gemina, XIIII Gemina et XVI Gallica furent placées sous les ordres de Germanicus lui-même, alors que les légions I Germanica, V Alaudae, XX Valeria Victrix et XXI Rapax faisaient partie des forces commandées par Aulus Caecina. Au cours de la deuxième campagne, en 15, les troupes découvrirent l’endroit où avait eu lieu la bataille de Teutoburg; ils purent alors enterrer les restes encore visibles de leurs camarades. Toutefois, la troisième campagne, en 16, faillit mal se terminer. Germanicus tenta de détruire l’armée d’Arminius, celui-là même qui avait défait les Romains à Teutoburg. Les deux batailles d’Idistaviso se terminèrent par la victoire des Romains, mais au prix de lourdes pertes ,. Ces campagnes marquèrent aussi la fin du rêve de conquête de la Germania Magna (grande Germanie), l’empereur réalisant que les efforts devant être déployés à cette fin étaient trop importants pour ce que rapporterait le territoire; peut-être secrètement jaloux des succès de Germanicus, Tibère le rappela à Rome.

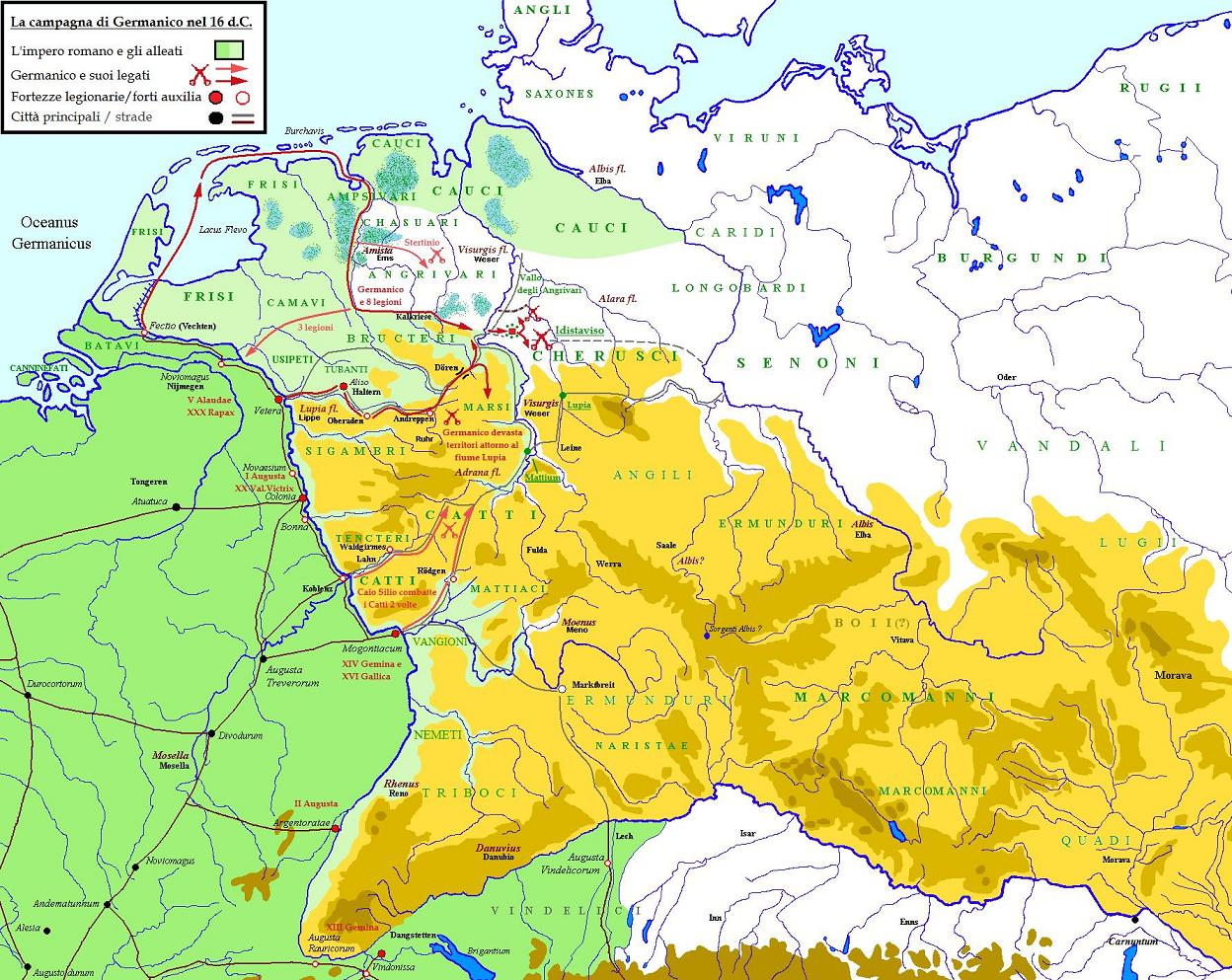
Les expéditions de Germanicus en 14,15 et 16.

En 21 apr. J.-C. des détachements des quatre légions de Germanie inférieure, la Legio I Germanica, V Alaudae, XX Valeria Victrix et XXI Rapax conduites par le tribun de la Legio I , Torquatus Novellius Atticus furent employés pour mettre un terme à la révolte des Turones (actuelle région de Touraine) et des Andécaves (actuelle région de l’Anjou), lesquels sous les ordres de Julius Sacrovir et Julius Florus s’étaient rebellés en raison des lourdes taxes que la population était obligée de payer aux gouverneurs romains. Quelque vingt ans plus tard, la légion devait être impliquée dans la démonstration de force de Caligula (r. 37-41) sur le Rhin dont les détails sont mal connus.
En 42, le gouverneur de la province de Pannonie, Aulus Plautius, se vit confier par l’empereur Claude (r. 41-54) la mission de conquérir la Grande-Bretagne. Il amena avec lui quatre légions (Legio II Augusta, VIIII Hispana, XIV Gemina et XX); la XXI Rapax dut par la suite fournir quatre cohortes  pour remplacer les 2 000 hommes de la Legio VIIII Hispana massacrés pendant la révolte de Boadicée. Ceux-ci ne furent pas remplacés, laissant la légion en position de faiblesse et affaiblissant la défense de la Germanie supérieure. Après un bref séjour à Strasbourg, la Legio XXI Rapax fut transférée à Vindonissa (aujourd’hui Windisch en Suisse) en 45/46. Elle fut remplacée à Castra Vetera par la Legio XV Primagenia alors qu’elle-même remplaçait la Legio XIII Gemina, un détachement étant stationné à Hochstetten. L’année suivante, sous les ordres du légat Macus Licinius Senecio, l’ancien campement de bois était remplacé par un véritable camp (castrum) de pierres et de tuiles, . Son rôle était alors de défendre les cols des Alpes contre une invasion de l’Italie par les tribus germaniques .
Au printemps 68, Vindex, sénateur romain originaire d'une puissante famille d'Aquitaine et gouverneur de la Gaule lyonnaise, initia une révolte contre Néron qui allait être à l'origine de la chute de l’empereur, puis de la crise politique qui secoua l'Empire en 69, « Année des quatre empereurs ». Il prit contact avec les gouverneurs des provinces voisines; seul le gouverneur de Tarraconaise et futur empereur Galba se joignit à la révolte qui se transforma en guerre civile. Sous les ordres de Lucius Verginius Rufus, légat de Germanie supérieure, les légions IV Macedonica, XXII Primigenia, cantonnées à Mogontiacum, et XXI Rapax, cantonnée à Vindonissa, parvinrent à battre Vindex à la bataille de Vesontio (Besançon) en juin 68.

### Pendant l’année des quatre empereurs et sous la dynastie flavienne
Après cette première révolte, d’autres généraux tentèrent de s’emparer du pouvoir après le suicide de l’empereur le 9 juin 68. De juin 68 à décembre 69, quatre empereurs se succéderont sur le trône : Servius Sulpicius Galba, gouverneur de l’Hispanie tarraconaise (juin 68-jan 69), Marcus Salvius Othon, gouverneur de Lusitanie (jan 69 – avril 69), Aulus Vitellius, commandant des légions de Germanie inférieure (avril – déc. 69) et Titus Flavius Vespasien (déc. 69-juin 79), proclamé par les légions d’Orient.
Les tribus Helvètes s’étaient entretemps révoltées et appuyaient le prétendant Sulpicius Galba, pendant que les troupes romaines de Germanie supérieure prenaient le parti de leur commandant, Aulus Vitellius. Lorsque Galba fut assassiné et qu’Othon tenta de prendre sa place, les troupes de Germanie supérieure, au nombre desquelles la XXI Rapax, se préparèrent à marcher sur Rome. En raison de la faiblesse de ses effectifs (les cohortes envoyées en Bretagne n’avaient toujours pas été remplacées)  la XXIe légion fut la seule à ne pas laisser de cohortes sur les bords du Rhin. Les groupes Helvètes entrèrent alors en conflit avec les légionnaires commandés par le flamboyant général Aulus Caecina Alienus qui marcha immédiatement contre eux, s’empara du bourg d’Aargau (aujourd’hui Argovie en Suisse) qu’il pilla. La révolte perdurant, plusieurs milliers de rebelles furent massacrés ou vendus comme esclaves. Les troupes romaines s’emparèrent enfin d’Aventicum (aujourd'hui Avenches près du lac de Morat en Suisse), devenue la citadelle des rebelles et mirent fin à la révolte. Aventicum fut transformée en une colonie romaine, la Colonia Pia Flavia Constans Emerita Helvetiorum Foederata et la Legio XXI fut remplacée à Vindonissa par la Legio XI Claudia. 
Pendant ce temps, les forces de Vitellius formées de la XXI Rapax, de la V Alaudæ, de nombreux détachements (vexillationes) des légions stationnées sur le Rhin, ainsi qu'un fort détachement d'auxiliaires bataves, soit au total 70 000 hommes, marchaient sur Rome. L’armée était divisée en deux, un premier contingent commandé par Aulus Cæcina Alienus, l’autre par Fabius Valens. Après avoir vaincu les Helvètes, le détachement commandé par Aulus Cæcina arriva en Italie par le col du Grand-Saint-Bernard et attaqua la ville de Placentia; repoussé par la garnison fidèle à Othon, il se rabattit sur la ville de Crémone pour attendre le détachement de Valens. Le 14 avril, les forces de Vitellius et celles d'Othon se rencontrèrent sur la Via Postumia, entre Crémone et Bedriacum. Cette première bataille de Bedriacum permit à la légion I Adiutrix othonienne de l’emporter sur  XXI Rapax vitellienne dont elle captura l’aigle, déshonneur suprême pour une légion.  Peu avant la deuxième bataille de Bedriacum, le général Caecina fit défection et se rangea du côté de Vespasien; c’est donc sans son commandant que la XXIe Rapax combattit le 24 octobre 69, et fut vaincue par les forces de Vespasien ,.

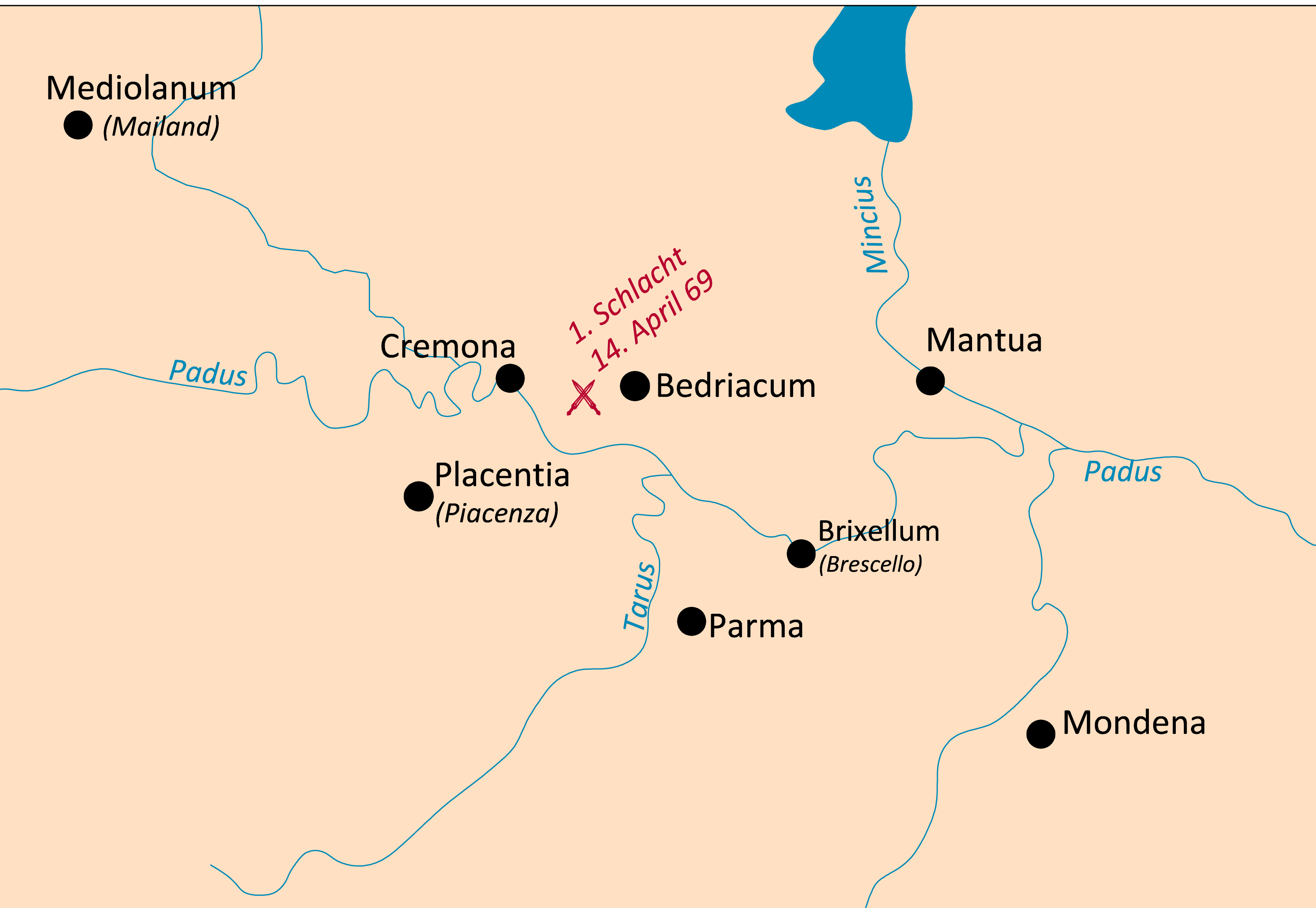
Région où eurent lieu les deux batailles de Bedriacum.

Sur le Rhin, profitant du fait que la plupart des légions étaient engagées dans la guerre civile à Rome, Caius Julius Civilis, prince batave qui avait servi à la tête d’une cohorte romaine pendant vingt-cinq ans (pendant lesquelles il avait adopté son nom romain), s’était mis à la tête d’une rébellion qui regroupait des Trévires, des Lingons et des Bataves, et avait attaqué plusieurs forts romains incluant Trajectum (aujourd'hui Utrecht aux Pays-Bas). À Rome, Mucianus, jusque-là gouverneur de Syrie, nommé pour prendre charge de Rome en attendant l’arrivée de Vespasien choisit sept légions dont la XXIe et nombre de troupes auxiliaires pour mener une contre-offensive. Cette expédition devait être menée par Quintus Petillius Cerialis qui avait épousé une cousine de Vespasien. La Legio XXI se mit en marche en traversant les Alpes; la VI Victrix et la X Gemina se dirigeaient vers le Rhin en provenant d’Espagne pendant que la XIV Gemina Maria Victrix arrivait de Bretagne; la VI Ferrata et la VIII Augusta sous les ordres de Mucianus de même que la II Adiutrix traversaient les Alpes par un autre chemin . 
Après avoir traversé les Alpes, Sextilius Felix se dirigea vers Vindonissa occupé par les rebelles en suivant la rive droite du Rhin pendant que Cerialis et la XXI Rapax marchaient sur la rive gauche. Bientôt, Cerealis et la XXIe put reprendre Mogontiacum où s’étaient réfugiés les restes de légions vaincues par les Germains (IIII Macedonica, V Alaudae, XV Primageneia et XXII Primageneia) et se dirigea vers Augusta Treverorum (aujourd’hui Trèves en Allemagne) où s’était réfugié l’un des chefs de la rébellion, Valentinus. En trois jours, les forces couvrirent 120 kilomètres et firent face à Valentinus juste un peu en dehors de Trèves où eut lieu la bataille de Rigodulum. Les Romains triomphèrent et Valentinus fut capturé,. Le lendemain, Cerialis s’emparait de la ville de Trèves où il apprit quelques jours plus tard que Civilis et ses deux généraux Classicus et Tutor se dirigeaient vers la ville en un mouvement de tenailles. Avec les Ire et XVIe légions, la XXI Rapax réussit à vaincre les Bataves occupés à piller les bagages romains et à les chasser le long de la Moselle vers le Rhin. À Cologne, les forces de Cerialis furent renforcées par la VIe Victrix arrivée d’Espagne et la IIe Adiutrix arrivée d’Italie. Ce fut une armée de près de 50 000 légionnaires qui fit face à Civilis à Castra Vetera, l’endroit où Civilis avait remporté sa plus grande victoire. Cette fois, ce furent les Romains qui eurent le dessus. Civilis dut battre en retraite vers la capitale batave de Noviomagus, et de là vers son propre territoire sur la mer du Nord entre les fleuves Walls et Meuse.

Répartition des peuples germaniques au I

Contrairement à ce qu’avait promis Cerialis, toutefois, bon nombre de légions qui avaient combattu aux côtés de Vitellus et s’étaient rangées par la suite du côté des rebelles furent punies par Vespasien : les légions I Germanica et XVIII furent dissoutes; la IIII Macedonica fut également dissoute pour être reconstituée avec le numéro IIII Flavia de même que la XVI Gallica qui devint la XVI Flavia, ces deux dernières étant postées loin du Rhin. La XXI Rapax pour sa part fut réaffectée à Bonna (aujourd’hui Bonn en Allemagne) où, grâce à de nouvelles recrues, ses effectifs furent ramenés à leur pleine force . Elle fut remplacée à Vindonissa par la Legio XI Claudia. À Bonn, elle construisit un nouveau fort en dur pour remplacer l’ancien campement de bois et de remblais de terre.
Elle ne devait toutefois pas s’attarder à Bonn; en 83, le fils de Vespasien, le nouvel empereur Domitien (r. 81-96) la transféra à nouveau en Germanie supérieure, à Mogontiacum (aujourd’hui Mayence) où elle partagea le camp de la Legio XIV Gemina;  Bonn fut occupé par la toute récente légion I Minerva,. Faisant preuve d’une politique surtout défensive, Domitien s’employa à développer un vaste réseau de routes, de forts et de tours de guet construits le long du Rhin, le limes Germanicus. Il mena toutefois en Gaule une campagne offensive contre les Chattes à laquelle participa la Legio XXI Rapax. Certains auteurs antiques ne verront dans cette campagne qu’une vaine tentative pour se procurer une gloire militaire qui lui échappait jusque-là. S’opposant à la politique de Domitien, le gouverneur de la Germanie supérieure Lucius Antonius Saturninus entra en révolte en 89 avec le soutien de ses deux légions (XXI Rapax et XIV Gemina) et l’appui des Chattes. Cette révolte ne s’étendit pas aux régions avoisinantes, mais fut jugée suffisamment dangereuse pour que l’empereur projette de venir lui-même sur le Rhin à la tête de la garde prétorienne et fasse venir en renfort Trajan alors en Espagne. Toutefois, avant que l’empereur n’arrive, le gouverneur de Germanie inférieure, Lappius Maximus, et ses troupes avaient mis fin à la rébellion, un dégel anticipé du Rhin ayant empêché les Chattes de traverser le fleuve pour venir soutenir Saturninus.  Les deux légions en révolte furent immédiatement séparées, la XXI Rapax étant envoyée en Pannonie où une guerre se préparait contre les tribus du Moyen-Danube, Suèves et Iazyges; elle fut remplacée à Mogontiacum par la Legio XXII Primigenia , .

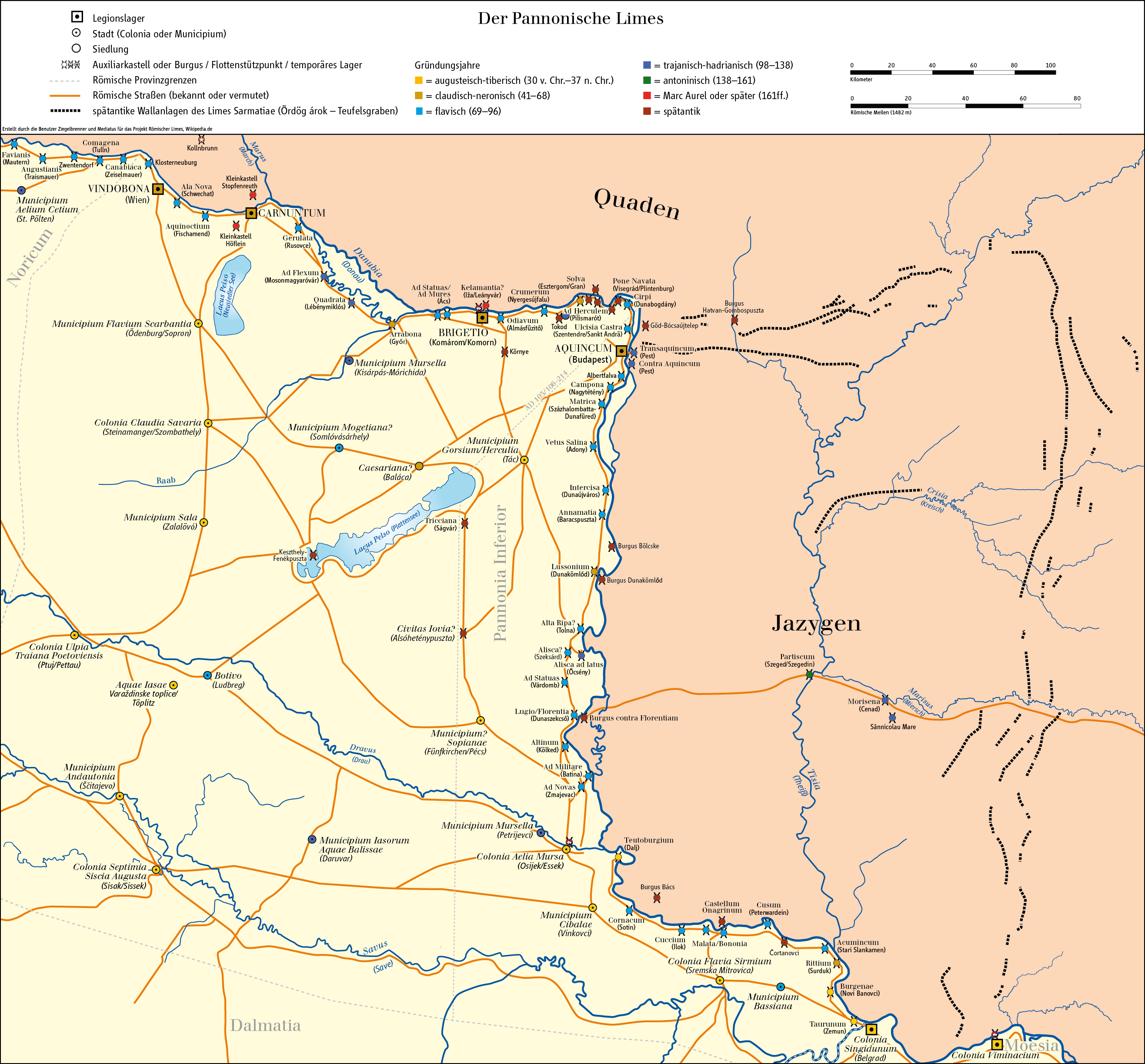
Répartition des camps romains sur le Haut Danube.

La légion aurait alors été stationnée à Brigetio (près de l’actuel Komárom dans le nord de la Hongrie). C’est là qu’elle aurait été attaquée et annihilée en 92 par un assaut des Marcomans, Quades et Iazyges, qui déjà en 85 avaient rompu leur alliance avec Rome et envahi la Mésie, provoquant ainsi la guerre dacique de Domitien de 85 à 89 .
Toutefois, selon une opinion moins répandue, la légion aurait été dissoute immédiatement après la révolte de Saturnius.